# بوريس شاخلين
بوريس شاخلين (Boris Shakhlin) (بالروسية: Бори́с Анфия́нович Шахли́н) هو لاعب أولمبي لرياضة الجمباز من الاتحاد السوفييتي. شارك في الأولمبياد الصيفي في 1956–1964، وفاز بما مجموعه 13 ميدالية.

## الميداليات
| ذهب | فضة | برونز | المجموع |
| 7   | 4   | 2     | 13      |

## روابط خارجية
- بوريس شاخلين على موقع الاتحاد الدولي للجمباز (licence) (الإنجليزية)
- بوريس شاخلين على موقع الاتحاد الدولي للجمباز (biography) (الإنجليزية)
- بوريس شاخلين على موقع اللجنة الأولمبية الدولية (الإنجليزية)
- بوريس شاخلين على موقع أوليمبيديا (الإنجليزية)